# زتن
زتن (به آلمانی: Seethen) یک منطقهٔ مسکونی در آلمان است که در گراده‌لگن واقع شده‌است. زتن ۱۵۵ نفر جمعیت دارد.